# Rock Port (Missouri)
Rock Port település az Amerikai Egyesült Államok Missouri államában, Atchison megyében, melynek megyeszékhelye is. Lakosainak száma 1278 fő (2020. április 1.).

## Népesség
A település népességének változása:

| 2010 | 1 318 |
| 2020 | 1 278 |